# Cyrtonyx
Cyrtonyx (Gould, 1844) è un genere di uccelli galliformi della famiglia degli Odontoforidi.

## Tassonomia
Il genere Cyrtonyx comprende le seguenti due specie:
- Cyrtonyx montezumae (Vigors, 1830) -  quaglia di Montezuma
- Cyrtonyx ocellatus (Gould, 1837) - quaglia ocellata